# 26 км (Оренбургская область)
26 км — разъезд (тип населённого пункта) в Соль-Илецком городском округе Оренбургской области на территории бывшего Григорьевского сельсовета.

## География
Расположен на расстоянии примерно 14 километров по прямой на восток-юго-восток от окружного центра города Соль-Илецк.

### Климат
Климат резко континентальный, характеризующийся холодной суровой зимой, жарким летом, быстрым переходом от зимы к лету, недостаточностью атмосферных осадков. Зимой территория находится под влиянием холодных материковых воздушных масс, а летом из полупустынь Казахстана приходит континентальный «горячий» воздух, в результате чего почти ежегодно наблюдаются засушливые и суховейные периоды. Среднегодовая температура воздуха (+5,0 °C). Среднемесячная температура воздуха самого холодного месяца: −13,0 °C (январь, февраль). Среднемесячная температура воздуха самого жаркого месяца: +22,6 °C (июль). Среднегодовое количество осадков составляет 339 мм. Основная сумма осадков выпадает в тёплый период года (апрель-октябрь) и составляет 168 мм. В холодный период (ноябрь-март) осадков выпадает 153 мм.

## История
Разъезд появился в 1903-м году вместе со строительством железной дороги Оренбург — Илецк — Актюбинск.
Название Земледелец разъезд получил в период коллективизации, когда разъезд стал грузовой «станцией» колхозов Григорьевского сельсовета.
В настоящее время разъезд утратил своё назначение, а посёлок при нём прекратил своё существование после 2010 года.

## Население
| 2010 |
| ---- |
| 4    |

Национальный состав
Согласно результатам переписи 2002 года, в национальной структуре населения
русские составляли 61 %, казахи 28 %

## Инфраструктура
Путевое хозяйство.

## Транспорт
Автомобильный и железнодорожный транспорт.
Железнодорожная платформа Земледелец. Федеральная автотрасса Р-239